# Gabryły
Gabryły – przysiółek wsi Zarzecze w Polsce, położony w województwie podkarpackim, w powiecie niżańskim, w gminie Nisko.
Pod koniec XIX w. obowiązywała nazwa: Hawryły.
Wierni kościoła rzymskokatolickiego należą do  parafii Matki Boskiej Śnieżnej w Zarzeczu.
W latach 1975–1998 przysiółek należał administracyjnie do województwa tarnobrzeskiego.